# Domen Lorbek
Domen Lorbek (* 6. März 1985 in Kranj, SR Slowenien) ist ein ehemaliger slowenischer Basketballspieler. Nach Karrierestart in seiner Heimat spielte der Junioren-Europameister von 2004 ab 2007 insbesondere in Spanien und Italien. Seit 2013 steht der WM- und mehrfache EM-Endrunden-Teilnehmer Lorbek in der Türkei bei Gaziantep unter Vertrag. Er ist der jüngere Bruder von Erazem Lorbek, der als Spieler des FC Barcelona unter anderem den höchstrangigen europäischen Vereinswettbewerb EuroLeague 2009/10 gewann.

## Karriere
Lorbek entstammt einer in Slowenien sehr bekannten Basketballer-Familie. Der Vater von Erazem und Domen, Radovan Lorbek, war zuletzt lange Jahre als Funktionär in der Organisation der ABA-Liga tätig. Der jüngste Bruder Klemen (* 1988) spielte in der höchsten nationalen Spielklasse und war Auswahlspieler in slowenischen Nachwuchsmannschaften. Bei der U18-EM-Endrunde 2002 in Württemberg, bei der die deutsche Nachwuchsauswahl des Gastgebers den zwölften und letzten Platz belegte, verlor die slowenische Auswahl um die Lorbek-Brüder Erazem und Domen sowie Saša Vujačić erst im Finalspiel knapp mit zwei Punkten Unterschied gegen Kroatien. Ohne den serbisch-stämmigen Vujačić reichte es bei der U19-WM 2003 zu einem siebten Platz, bevor man bei der U20-EM-Endrunde der Junioren 2004 den zweiten Titelgewinn einer slowenischen Auswahl bei der dritten Austragung dieses Wettbewerbs folgen ließ. Bei der folgenden letztmals ausgetragenen U21-WM-Endrunde 2005 reichte es für die slowenische Auswahl ohne Erazem Lorbek zu einem achten Platz.
Nachdem Domen Lorbek in seiner Jugend zunächst auch in der Hauptstadt Ljubljana bei Rekordmeister KK Union Olimpija sowie bei den Herren in seiner Heimat Kranj gespielt hatte, wechselte er 2004 zum KK Helios nach Domžale am Rande der Hauptstadt. Der Verein spielte damals in der 2001 gegründeten ABA-Liga, welche nach der Aufnahme serbischer Mannschaften ab 2002 die Tradition der jugoslawischen YUBA-Liga fortführte. Nach dem 16. und letzten Platz beim Debüt 2005 verbesserte man sich auf den drittletzten Platz 2006. Domen Lorbek wechselte anschließend zurück zum Rekordmeister KK Union Olimpija, der in der slowenischen Meisterschaft 2007 in der Finalserie seinen Titel ausgerechnet gegen seinen ehemaligen Verein aus Domžale verlor. Gleichauf mit KK Helios belegte KK Olimpija in der ABA-Liga 2007 den neunten Platz, nachdem man im höchstrangigen europäischen Vereinswettbewerb EuroLeague 2006/07 bereits nach der Vorrunde ausgeschieden war. Bei der EM-Endrunde 2007 war Domen Lorbek erstmals auch im Endrundenkader der slowenischen Herrenauswahl vertreten, die hervorragend mit fünf Siegen ins Turnier startete, darunter ein Kantersieg in der Zwischenrunde mit 77:47 über die deutsche Auswahl. Anschließend folgten jedoch drei Niederlagen, unter anderem mit einem Punkt Unterschied gegen Griechenland im Viertelfinale und das erneute Aufeinandertreffen mit Deutschland in der Platzierungsrunde, so dass man nach dem abschließenden Sieg über Frankreich auf dem siebten Platz die direkte Qualifikation für die Olympischen Spiele 2008 verpasste.
In der Saison 2007/08 spielte Domen Lorbek erstmals im Ausland für den Traditionsverein CB Estudiantes aus Madrid in der spanischen Liga ACB. Estudiantes erreichte am Saisonende 2008 auf dem 14. Tabellenplatz, jedoch nur einen Sieg von einem Abstiegsplatz getrennt, den Klassenerhalt. Beim olympischen Qualifikationsturnier 2008 in Athen verpasste die slowenische Nationalmannschaft nach der Niederlage gegen die Puerto Rico auch die letzte Möglichkeit zur Teilnahme an den Spielen in Peking. In der Saison 2008/09 war Lorbek dann in der italienischen Lega Basket Serie A für Benetton aus Treviso aktiv. Der ehemalige europäische Spitzenklub war finanziell angeschlagen und hatte zweimal hintereinander die Play-offs um die italienische Meisterschaft verpasst, doch am Saisonende 2009 reichte es noch einmal zum vierten Platz und dem Halbfinaleinzug in der italienischen Meisterschaft. Im Eurocup 2008/09 war man beim Final 8-Turnier in Turin als einzige italienische Mannschaft quasi Gastgeber, doch man verlor gegen den späteren Titelgewinner Lietuvos rytas Vilnius bereits im Viertelfinale. Bei der EM-Endrunde 2009 verpasste die Nationalmannschaft unter Nationaltrainer Jurij Zdovc nach drei Siegen in der Zwischenrunde und dem Viertelfinalsieg über Kroatien nur knapp eine Medaille auf dem vierten Platz. Zu Beginn der Saison 2009/10 war Lorbek bei Cajasol in Sevilla wieder in der Liga ACB aktiv, doch nach Vertragsende Ende November 2009 wechselte er zunächst zum KK Helios in seine Heimat zurück, bevor er im Februar 2010 einen neuen Vertrag in Spanien beim Lagun Aro Gipuzkoa BC aus San Sebastián bekam. Die Mannschaft erreichte auf dem 14. Platz den sicheren Klassenerhalt, während sein Bruder Erazem mit dem FC Barcelona nicht nur die spanische Meisterschaft, sondern auch die Euroleague jener Spielzeit gewann. Bei der WM-Endrunde 2010 waren aber dann beide Brüder nicht im Nationalkader von Trainer Memi Bečirović vertreten. Mit Lagun Aro GBC bestätigte Domen Lorbek 2011 den 14. Platz aus dem Vorjahr in der Liga ACB.
In der Saison 2011/12 bekam Domen Lorbek erst Anfang November 2011 einen Vertrag beim früheren italienischen Pokalsieger Felice Scandone aus dem kampanischen Avellino. Doch nach einer Verletzung blieb Lorbek ohne Einsatz, bevor der Vertrag nach drei Monaten Ende Januar 2012 bereits wieder beendet wurde. Nach dieser verkorksten Saison verteidigte Lorbek in seiner slowenischen Heimat mit dem KK Krka aus Novo mesto die nationale Meisterschaft 2013 und gewann seine persönlich erste Vereins-Meisterschaft bei den Herren. Anschließend kehrte er in die Nationalmannschaft zurück, aus der sein Bruder Erazem bereits zurückgetreten war. Bei der EM-Endrunde 2013 war Slowenien unter Trainer Božidar Maljković Gastgeber, doch nach der Viertelfinalniederlage gegen den späteren Titelgewinner Frankreich reichte es nach zwei Siegen in der Platzierungsrunde nur zum fünften Platz. Für die Saison 2013/14 wechselte Lorbek in die Türkiye Basketbol Ligi, wo sein Landsmann Jurij Zdovc als Vereinstrainer von Royal Halı aus Gaziantep arbeitete. Der Vorjahresaufsteiger nahm auch an der EuroChallenge 2013/14 teil, in der man das Final-Four-Turnier erreichte, bei dem man im Halbfinale dem Gastgeber und späteren Titelgewinner Grissin Bon Reggio Emilia unterlag und nur den dritten Platz erreichen konnte. Nach dem neunten Platz als Aufsteiger in der Vorsaison reichte es 2014 und 2015 jeweils zum zehnten Platz, auf dem man vergleichsweise knapp den Einzug in die Play-offs um die Meisterschaft verpasste. Als Nationaltrainer nahm Zdovc seinen Vereinsspieler Lorbek noch einmal mit zur WM-Endrunde 2014, bei der man im abschließenden Gruppenspiel nach Halbzeitführung noch gegen Litauen verlor. So traf man bereits im Viertelfinale auf den überlegenen Titelverteidiger Vereinigte Staaten, dem man deutlich mit 76:119 unterlag. Lorbek erzielte zunächst eine Vereinbarung zur Vertragsverlängerung mit Gaziantep, doch nach dem Teilnahmeverzicht mit der Nationalmannschaft an der EM-Endrunde 2015 blieb er in der Saison 2015/16 bislang auch ohne Einsatz für einen Verein. 2018 beendete er seine aktive Karriere.